# 헤네랄알베아르

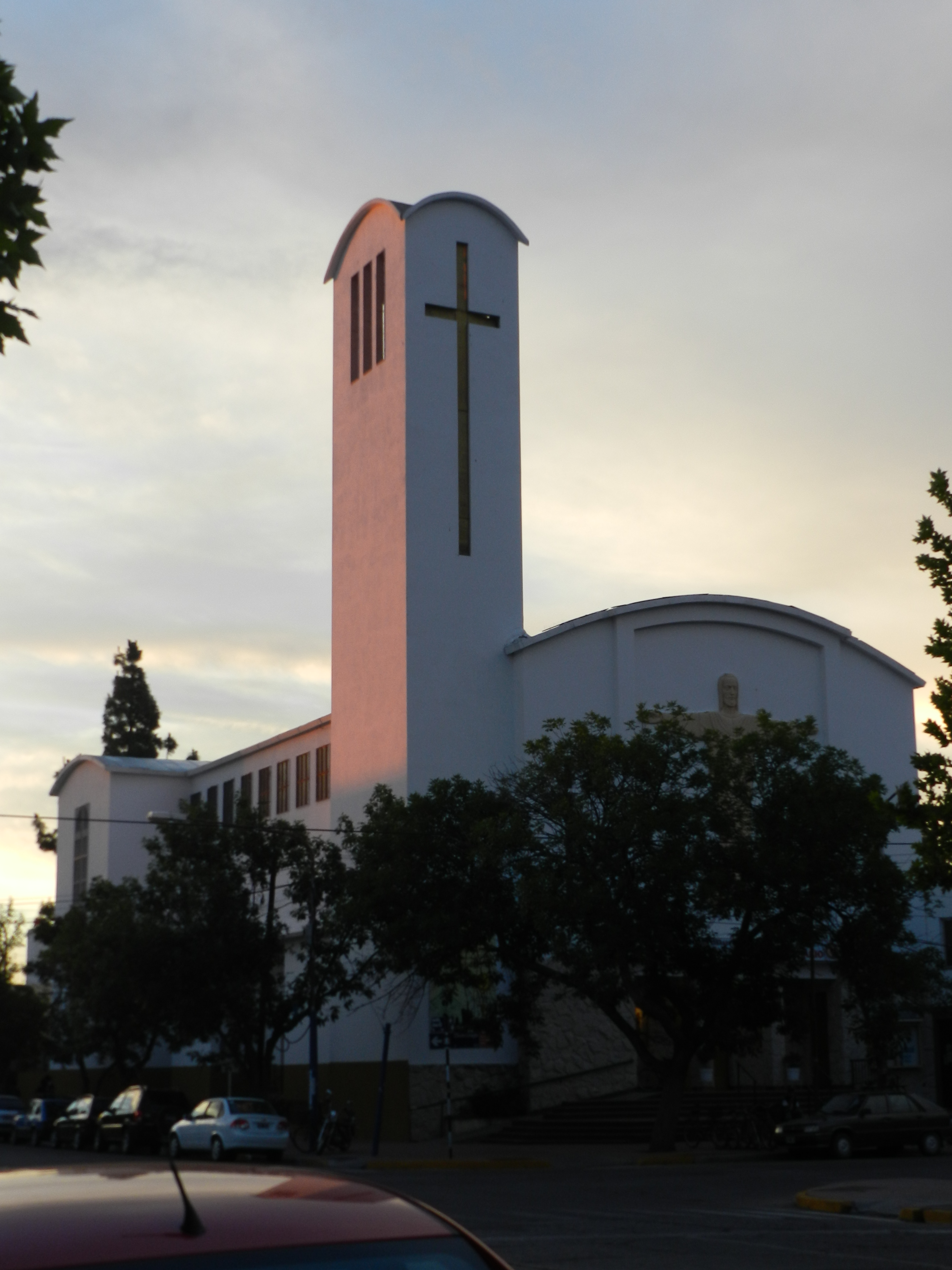

헤네랄알베아르(스페인어: General Alvear)는 아르헨티나 멘도사주에 위치한 도시로 높이는 468m, 인구는 28,956명(2012년 기준)이다.